# Distylium racemosum
Distylium racemosum là một loài thực vật có hoa trong họ Hamamelidaceae. Loài này được Siebold & Zucc. miêu tả khoa học đầu tiên năm 1841.